# Douglas Tait
Douglas Tait (Tarzana, 17 dicembre 1978) è un attore e produttore cinematografico statunitense.

## Filmografia

### Cinema
- Zathura - Un'avventura spaziale (Zathura: A Space Adventure), regia di Jon Favreau (2005)
- Knights of Badassdom, regia di Joe Lynch (2012)
- Hellboy, regia di Neil Marshall (2019)

### Televisione
- Sabrina, vita da strega (Sabrina, the Teenage Witch) – serie TV, episodio 5x06 (2000)
- Grimm – serie TV, episodio 1x21 (2012)
- Legacies – serie TV, 15 episodi (2019-2022)